# 香川叢書
『香川叢書』（かがわそうしょ）とは香川県によって1939年（昭和14年）に第1が刊行され、1941年(昭和16年)に第2、1943年(昭和18年)に第3が刊行されて完結した叢書である。

## 概要
全3巻。紀元2600年事業の一環として刊行された。
第1には、香川県内の神社・寺院・仏堂に関する縁起及び文献が大川郡・木田郡・香川郡(高松市を含む。)・綾歌郡・仲多度郡・三豊郡・小豆郡の順に収録されている。
第2には、香川県内の社寺・武家・合戦・経済・歴史・その他に関する文献を収録している。
第3には、香川県内の地誌及び古い伝説に関する文献を収録している。

## 巻目

### 第１
引田八幡宮御伝書紀
讃州大内郡吉田里東面山記
東面山略縁起
白鳥神社記
若一王子大権現縁起
大水主大明神社旧記
誉田村虚空藏院水主村大水寺由緖
五名山日下村八幡宮祭由記
津田浦自然山十輪院実相寺縁起
寒川郡神前村八幡宮并末社由来帳
志度寺略縁起
志度寺東閻魔堂記
日内山観音縁起
大窪密寺記
紫雲山極楽寺実藏院古暦記
補陀落山長尾寺略縁記
西善寺由来記
五剣山八栗寺千手院記
六萬寺縁起
水精山記
讃州智光山記
下高岡村応神寺支配神社寄宮帳
雷八幡宮由来記
瑞松山普門院龍光寺略縁起
三德山瑠璃庵再営記
称念寺由緖記
岩田八幡宮由緖書
平等山蓮花三昧院吉岡寺縁起
入江神社記
春日村久米寺縁起
屋嶋寺龍厳勧進帳
運開山専休寺縁起
中黒菅神廟記
中野菅神鑑水画像記
無量寿院随願寺記
美溪山行德院縁起
利剣山弘憲寺縁起
高松直指山見性禅寺由緖
神光山得勝院大護寺由来記
神光山得勝院大護寺記録
鶴尾宮縁起
桜井八幡宮由来記
讃岐一宮盛衰記
香河郡大野郷八幡宮之記
浅野村横岡八幡宮由来妙露寺縁起
冠尾八幡宮由緖
冠尾八幡宮奉加帳
香川郡天福寺由来記
山崎村正八幡宮縁起
山崎村綱敷天満宮縁起
川辺村八幡神社縁起
圓海山西光寺縁起
香西寺古縁起
青峯山根香寺記
飯田村岩田神社寄宮帳
直嶋八幡宮社記
直島八幡山極楽寺縁起
豊玉姫大明神由来
白雲梅宮縁起
頭面山常光寺医王院略縁起
木澤村氏社之縁起
白峯寺縁起
神谷五社縁起
葛城大明神記
摩尼珠院寺譜
国分寺記録
国分寺末寺帳
城山神社記
瀧宮天満宮記
北山綾川寺龍燈院縁起略記
圓通山鷲峯寺縁起
陶村八幡宮畑田村八幡宮陶村社家記録
松林山光明峰院法専寺由来
永覚寺本尊縁起
天川大明神社記
西三谷寺縁起
諦観山西光寺縁起
山北村鎭座八幡宮略社記
妙智山略縁起
聖衆山来迎寺由緖
沙弥島縁起
立石島阿弥陀院入仏開眼供養願文
高見島善福寺堂供養願文
鶏足山金倉寺縁起
那珂郡與北村社記
高篠村広旗八幡宮記
高篠村円淨寺由緖
那珂郡櫛梨十社記録
讃州路象頭山縁起
象頭山金毘羅神祠記
三河大明神創造記
真福寺由来記
真野村諏訪神社記
神野神社由緖
多度郡屏風浦善通寺之記
多度郡曼荼羅寺記
白方村八幡大菩薩縁起
迦毘羅衞院海岸寺縁起
道隆寺温故記
鴨大明神実前建立塔婆観進状
仁保浦大寧山覚城院縁起
常德寺円通殿観音大士之縁起
積浦船積寺本堂再興古書寫
三野郡積浦書上帳
浪打八幡宮遷宮奉加帳
浪打八幡宮奉加帳
津島明神縁起
剣御山弥谷寺略縁起
高永山略縁起
七実山威德院由来
七実山本山寺縁起
大埜村両社記
二宮記録
伊舍那院来由
青蓮院密藏寺縁起
厳島山実光寺由緖
下麻村歓喜院由来
小松尾山不動光院大興寺遺跡略記
姫下大明神縁起
七実山八幡琴引宮縁起
讃州七実山縁起
興昌寺仏殿勧進状
田野野村法泉寺縁起
有木村阿弥陀堂来由記
井関村孫嫡子社由来
地藏院萩原寺縁起
雲風山国祐寺縁起
大悲谷聖観世音菩薩縁起
小豆嶋八幡宮五社由来記
草加部郷八幡宮社伝紀併五社紀
池郷氏神略由来記
太麻山瀧水寺記
湯船山縁起
柳江洞弁天縁起
小豆島肥土莊別宮八幡宮縁起
小豆島吉祥寺縁起
小豆島伊喜末大木戸両宮縁起
小豆島肥土山離宮八幡之縁起
口絵
　白峯寺縁起奧書
　象頭山縁起奧書
　七実山八幡琴引宮縁起奧書
　地藏院萩原寺縁起
　讃岐国那珂郡櫛梨神社名跡之図
挿図
　讃州大内郡吉田里東面山記
　冠尾八幡宮奉加帳　断簡

### 第2
讃州大内郡白鳥宮之法令
志度寺定書
仏生山法然寺條目
仏生山法然寺添條目
讃岐国一宮田村大社壁書之事
冠尾八幡宮御放生会御頭番帳之事
鷲峯寺領庄内名々分帳之事
讃州本妙寺法度
道隆寺妙見大会頭之例帳之事
道隆寺御影堂作事入目算用帳
金毘羅大権現神事奉物惣帳
松尾寺奉物日記之事
讃岐本門寺條目
琴弾八幡宮放生会祭式配役記
生駒様御替り之時国中寺社領高
讃州細川記
細川岡城記
由佐長曽我部合戦記
八栗合戦記
十河物語
金心正義録
讃陽古城記
三童問答噺
生駒家始末興廃記
生駒家廃乱記
生駒高俊公御領分讃州郡村村竝惣高覚帳
高松領各郡石高目録
高松領郷中帯刀人別
高松領郷士連名録
郷中浪人筋目御詮義之上被仰渡留
円亀領郷村高辻帳
豊田郡姫郷内木之郷村御検地帳
円亀領之内多度津一萬石高帳

塩飽島諸事覚
与島畠方名よせ能帳
小豆島御用船加子旧記之寫
讃岐国大日記
続讃岐国大日記
続々讃岐国大日記
讃岐府志
萬農池後碑文
南海流浪記
口絵目次
讃岐国一宮田村大社壁書
鷲峯寺領庄内名々分帳
金毘羅大権現神事奉物惣帳
琴弾八幡宮放生会祭式配役記
与島畠方名よせ能帳

### 第3
玉藻集
讃岐廻遊記
安原記
香西記
香西雑記
大野録
綾北問尋鈔
金毘羅山名所図会
小豆嶋名所図会
直島旧跡順覽図会
讃留霊王公胤記

### 香川叢書第一補遺
医王山薬王寺本尊緑起並寺由来之記
高尾山千手院開基伝来記

### 香川叢書第二補遺
大水主社御服忌令之事
善通寺興行條々
善通寺里坊内定置覚